# Дармоювоно, Юстинус
Юстинус Дармоювоно (индон. Justinus Darmojuwono; 2 ноября 1914, Годеан, султанат Джокьякарта — 3 февраля 1994, Семаранг, Индонезия) — первый индонезийский кардинал. Архиепископ Семаранга с 10 декабря 1963 по 3 июля 1981. Военный ординарий Индонезии с 8 июля 1964 по январь 1984. Председатель Индонезийской епископской конференции с 13 октября 1967 по 1980. Кардинал-священник с 26 июня 1967, с титулом церкви pro illa vice Сантиссими-Номи-ди-Джезу-э-Мария-ин-виа-Лата с 29 июня 1967.